# Astochia neavensis
Astochia neavensis là một loài ruồi trong họ Asilidae. Astochia neavensis được Ricardo miêu tả năm 1919. Loài này phân bố ở vùng nhiệt đới châu Phi.